# 粉花月见草
粉花月见草（学名：Oenothera rosea）为柳叶菜科月见草属下的一个种。

## 扩展阅读
維基物種上的相關：粉花月见草